# Rinier Pazzo
Rinier Pazzo fou un lladre de Florència conegut per haver estat condemnat per Dante a l'infern a la seva obra La Divina Comèdia. Es va enriquir assaltant viatgers que entraven i sortien de la seva ciutat natal, robatoris que combinava amb una extrema violència per la qual fou excomunicat. Entre els seus crims destaca l'assassinat d'un bisbe.